# Wassili Michailowitsch Altfater

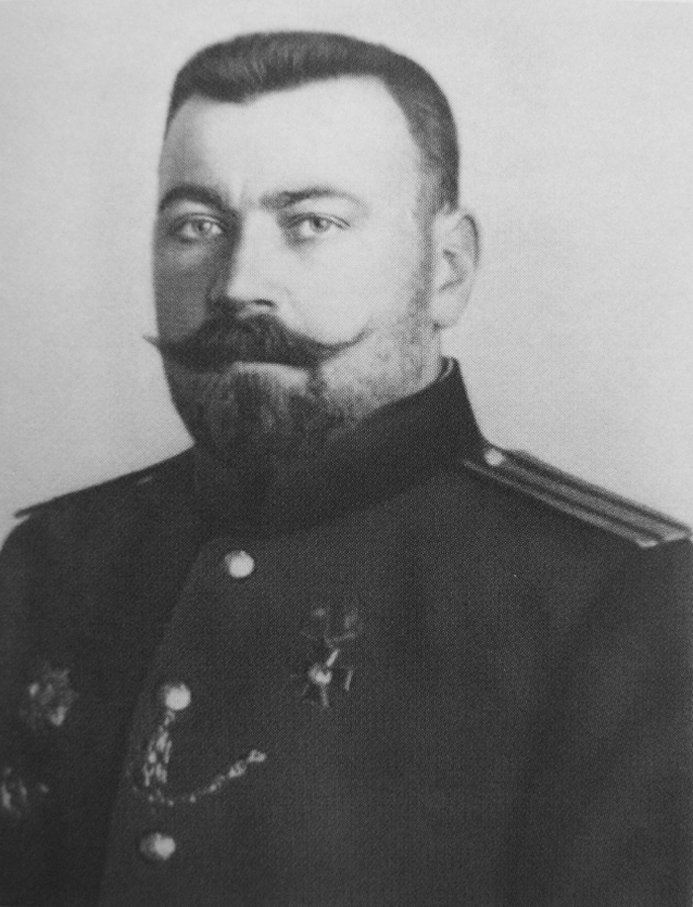
W. M. Altfater 1919

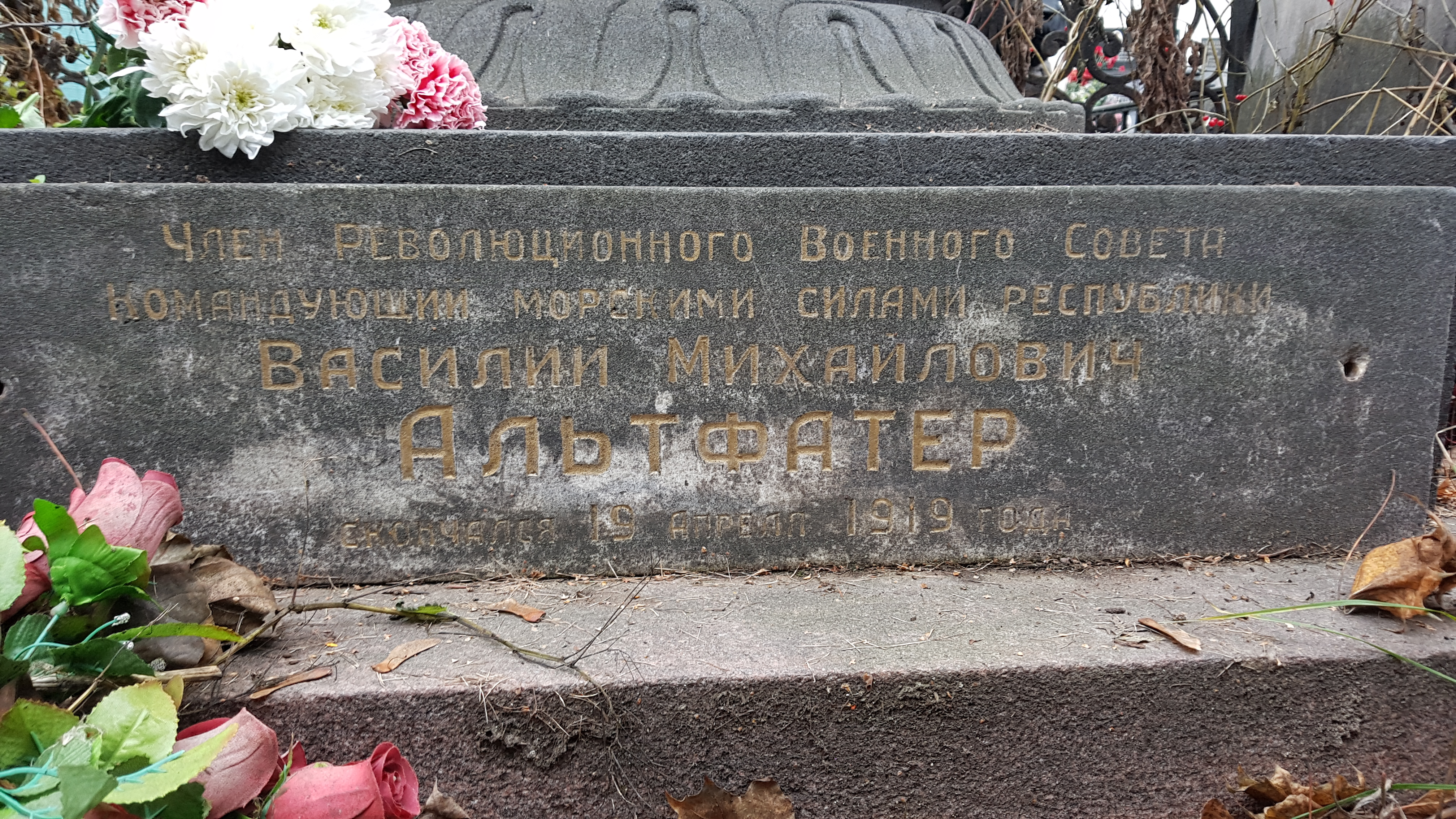
Inschrift auf dem Grabmal von W. M. Altfater

Wassili Michailowitsch Altfater (russisch Василий Михайлович Альтфатер; wissenschaftliche Transliteration Vasilij Michajlovič Al'tfater; * 4. Dezemberjul. / 16. Dezember 1883greg. in Warschau; † 20. April 1919 in Moskau) war ein russischer Konteradmiral und Oberkommandierender der Seekriegsflotte der RSFSR.

## Leben

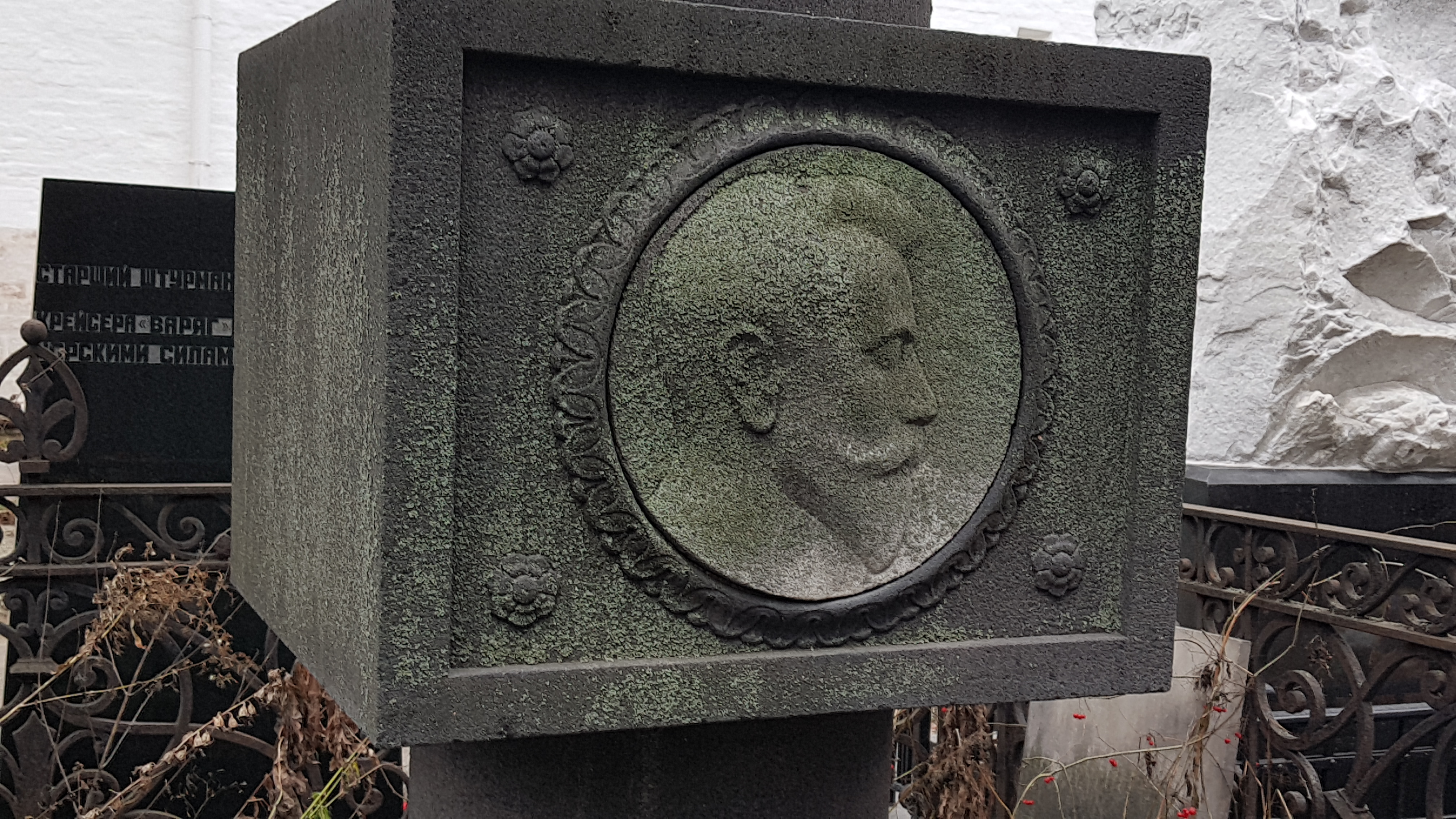
Grabmal von W. M. Altfater, Friedhof Nowodewitschi in Moskau

Altfater, Sohn des Artilleriegenerals Michael Anton Sigismund von Altvater (1840–1918), eines Deutsch-Balten, absolvierte 1902 die Seekadettenschule in Sankt Petersburg und 1908 die Marineakademie.
Während des Russisch-Japanischen Krieges nahm er an der Verteidigung Port Arthurs teil und zeichnete sich bei der Rettung der Besatzung des Linienschiffs Petropawlowsk aus. Er war von 1909 bis 1910 Flaggoffizier im Kommandostab der 1. Minendivision der Baltischen Flotte und 1913 ständiges Mitglied des temporären Seefestungsrates der Seefestung Imperator Peter der Große. Während des Ersten Weltkrieges diente er als Chef der Marineverwaltung beim Oberkommandierenden der Nordfrontarmeen. Im Oktober 1917 wurde er zum Konteradmiral befördert und trat in die Dienste der Bolschewiki. Im Februar 1918 wurde er Gehilfe des Marinestabschefs und nahm an den Friedensgesprächen von Brest-Litowsk teil. Von Mai bis Oktober 1918 war er Mitglied des Volkskommissariatskollegiums für Meeresangelegenheiten.
In der Periode des Roten Terrors sollte er als Zeuge im Prozess gegen den Kapitän Schtschastny, den Organisator des Eismarsches der Baltischen Flotte, aussagen. Altfater erschien aber nicht bei der Gerichtsverhandlung.
Er war vom 12. Oktober 1918 bis zu seinem Tod am 20. April 1919 Oberkommandierender der Seestreitkräfte der RSFSR und zugleich Mitglied des Revolutionären Kriegsrates.
Altfater starb an den Folgen eines Herzinfarktes und wurde am 24. April 1919 auf dem Nowodewitschi-Friedhof in Moskau beigesetzt.

## Ehrungen
Auf dem Grab Altfaters wurde ein Denkmal des Bildhauers Sergei Merkurow aufgestellt. Ein Zerstörer der Kaspischen Kriegsflottille (1922–1945) sowie Kanonenboote der Don-Asowschen Flottille (1920–1921) und der Kriegsflotte des Astrachaner Krajs wurden nach ihm benannt.

## Auszeichnungen
- Sankt-Stanislaus-Orden 2. und 3. Klasse
- Orden des Heiligen Wladimir 4. Klasse
- Orden der Heiligen Anna 2., 3. und 4. Klasse